# Monographis annandalei
Monographis annandalei är en mångfotingart som först beskrevs av Filippo Silvestri 1948.  Monographis annandalei ingår i släktet Monographis och familjen penseldubbelfotingar. Inga underarter finns listade i Catalogue of Life.